# Стрељаштво на Летњим олимпијским играма 1900 — ВК пушка лежећи став 300 метара за мушкарце
Стрељаштво на Летњим олимпијским играма 1900. у Паризу је на програму имало 5 дисциплина пуцања из ВК пушке са удаљености од 300 метара. Једна од њих је било и пуцање из лежећег става. Постигнути резултати у овој дисциплини рачунали су се и у бодовању дисциплина тростав појединачно и тростав екипно. Такмичење је одржано од 3. августа до 5. августа. Учествовало је 30 стрелаца у 6 екипа из 6 земаља, са пет стрелца по једној националној екипи. 

## Земље учеснице
- Белгија (5)
- Данска  (5)
- Француска (5)
- Холандија (5)
- Норвешка (5)
- Швајцарска (5)

## Освајачи медаља
|                      |                            |                    |
| Ашил Парош Француска | Андерс Петер Нилсен Данска | Оле Естмо Норвешка |

## Резултати
Сваки стрелац је пуцао по 40 метака и имао је могућност да максимално упуца 400 кругова.
| Место | Стрелац                      | Резултат |
| ----- | ---------------------------- | -------- |
| 1     | Ашил Парош Француска         | 332      |
| 2     | Андерс Петер Нилсен Данска   | 330      |
| 3     | Оле Естмо Норвешка           | 329      |
| 4     | Леон Моро Француска          | 325      |
| 5     | Емил Келенбергер Швајцарска  | 324      |
| 6     | Хенрик Силем Холандија       | 317      |
| 7     | Огист Кавадини Француска     | 316      |
| 8     | Паул ван Асбрук Белгија      | 312      |
| 8     | Ојлке Вурман Холандија       | 312      |
| 10    | Хелмер Хермандсен Норвешка   | 308      |
| 10    | Виго Јенсен Данска           | 308      |
| 12    | Луј Ришар Швајцарска         | 307      |
| 13    | Едуар Мин Белгија            | 304      |
| 14    | Маркус Ревенсавај Холандија  | 303      |
| 15    | Шарл Помје Белгија           | 302      |
| 16    | Ларс Јерген Мадсен Данска    | 301      |
| 16    | Том Себерг Норвешка          | 301      |
| 18    | Оле Сетер Норвешка           | 298      |
| 19    | Рене Тома Француска          | 295      |
| 20    | Солко ван ден Берг Холандија | 292      |
| 21    | Франц Бекли Швајцарска       | 289      |
| 22    | Олаф Фриденлунд Норвешка     | 287      |
| 23    | Алфред Гритер Швајцарска     | 285      |
| 23    | Конрад Штели Швајцарска      | 285      |
| 25    | Морис Лекок Француска        | 284      |
| 26    | Антонијус Баувенс Холандија  | 278      |
| 27    | Лауридс Јенсен-Кјер Данска   | 273      |
| 28    | Јозеф Барас Белгија          | 270      |
| 28    | Жил Бири Белгија             | 270      |
| 30    | Аксел Кристенсен Данска      | 261      |